# Ich bin Soldat, doch bin ich es nicht gerne
Ich bin Soldat, doch bin ich es nicht gerne ist ein deutsches Volks-, Soldaten- und Arbeiterlied, das der sozialistischen Arbeiterbewegung entstammt. Der 1870 erstmals gedruckte Text, der vielfach Max Kegel zugeschrieben wird, handelt von der Sinnlosigkeit und Fremdbestimmtheit des Soldatendaseins und endet mit einem Aufruf zur Versöhnung der Völker und zum Sturz der Tyrannen.
Die Melodie ist die des populären französischen Liedes „Te souviens-tu?“, die von Joseph-Denis Doche (1766–1825) stammt und in Deutschland u. a. mit Karl von Holteis Text „Denkst du daran, mein tapferer Lagienka“ und als Studentenlied „Denkst du daran, Genosse froher Stunden“ gesungen wurde. Die heute gebräuchliche Melodie von Ich bin Soldat weicht von der Vorlage teilweise ab.

## Entstehung
Der Ausbruch des Deutsch-Französischen Krieges im Juli verschaffte dem Lied eine gewisse Popularität. Nach der Gefangennahme des französischen Kaisers Napoléons III. und der Kapitulation der französischen Truppen in der Schlacht von Sedan 1870 war für die Vertreter der Arbeiterbewegung das Kriegsziel erfüllt. Die Abgeordneten des norddeutschen Reichstags August Bebel und Wilhelm Liebknecht traten dementsprechend für die sofortige Beendigung der Kriegshandlungen ein. Wegen der Wende des Krieges vom Verteidigungs- zum Angriffskrieg erlangte das Lied hohe Popularität insbesondere durch die Zeilen
Ihr Brüder all’, ob Deutsche, ob Franzosen

und

Auf, lasst zur Heimat uns zurückmarschieren,

von den Tyrannen unser Volk befrei’n (…)
Als Autor des Textes wurde der Arbeiterdichter Max Kegel vermutet. In den Liederbüchern Zeitgemäße Volkslieder und Gedichte, Neuestes Proletarier-Liederbuch von verschiedenen Arbeiterdichtern und Sozialdemokratische Lieder und Deklamationen, in denen das Lied erstmals gedruckt wurde, erscheint kein Verfassername, was von Wolfgang Steinitz als Schutz des Autors vor Repressalien gedeutet wurde. In der Neuauflage der Sozialdemokratischen Lieder 1887, im Londoner Nachdruck von 1889 und in späteren Liederbüchern wird als Verfasser Max Kegel angegeben, was wahrscheinlich seiner Beliebtheit in der Arbeiterbewegung geschuldet ist.
Tatsächlich erschien das Lied erstmals am 11. März 1870 im Zwickauer Tageblatt und wurde kurz nach Ausbruch des Krieges als Soldatenlied in Der Volksstaat und im Crimmitschauer Bürger- und Bauernfreund nachgedruckt, womit die Autorschaft Max Kegels unwahrscheinlich wird. Als Verfasser kommt noch Carl Hirsch in Frage, der 1870 Redakteur des Crimmitschauer Bürger- und Bauernfreunds war und die Parodie „Ich bin Soldat und bin es mit Vergnügen“ verfasst hat.

## Wirkung
Nach 1891 wird das Lied in keinem Liederbuch mehr abgedruckt, auch nicht in den im Ausland erscheinenden. Erst nach 1905 erscheint es wieder in Liederbüchern der Arbeiterjugendbewegung, etwa in dem Liederbuch Freie Klänge. Liedersammlung für die arbeitende Jugend. Im Ersten Weltkrieg wurde das Lied in verschiedenen den veränderten Situationen angepassten Versionen gesungen. Beispielhaft die letzte Strophe eines im Ersten Weltkrieg gesungenen Liedes:
Drum Brüder all’, ob Deutsche, ob Franzosen,

Ob Russe oder ob von Engeland,

Ob schwarz, ob weiß, ob grün, ob gelb die Hosen,

Tretet zusammen und reichet euch die Hand!

Und nach der Heimat lasst uns hinmarschieren

Und unser Volk von dem Tyrann befrei’n,

Denn nur Tyrannen können Kriege führen,

Soldat der Freiheit möchte ich wohl sein!
1976 nahm die Stuttgarter Folkgruppe Zupfgeigenhansel das Lied auf und machte es durch Live-Auftritte und die Veröffentlichung auf dem über 200 000 Mal verkauften Album „Volkslieder 1“ auch einem jungen Publikum bekannt. Dadurch erlebte es eine Renaissance in der Folk-Szene sowohl in der BRD als auch der DDR, da in beiden Staaten bei der Rekrutierung von Wehrdienstleistenden Ungerechtigkeit in der Einzugspraxis empfunden wurde.  So konnte etwa die Gruppe Liedehrlich mit dem Lied im Garten des Hauses der jungen Talente in Berlin 1980 Grenzsoldaten zum Umdenken bewegen. Die aktuell größte internationale Verbreitung erfuhr das in Lied, als es zum 50-jährigen Jubiläum von Zupfgeigenhansel im Dezember 2021 digital wiederveröffentlicht wurde und ab Februar alleine über die Internet-Plattformen Youtube und Spotify zusammen mehr als 5,1 Millionen Abrufe (Stand: 15. Mai 2024) registriert, wofür es von der Brüsseler IMPALA, dem Verband Unabhängiger Tonträgerunternehmen, mit dem „IMPALA-Award“ in Silber ausgezeichnet wurde.

## Text
Ich bin Soldat, doch bin ich es nicht gerne,

Als ich es ward, hat man mich nicht gefragt.

Man riss mich fort, hinein in die Kaserne,

Gefangen ward ich, wie ein Wild gejagt.

Ja, von der Heimat, von des Liebchens Herzen

Musst’ ich hinweg, und von der Freunde Kreis.

Denk ich daran, fühl’ ich der Wehmut Schmerzen,

Fühl’ in der Brust des Zornes Glut so heiß.

Ich bin Soldat, doch nur mit Widerstreben,

Ich lieb ihn nicht, den blauen Königsrock.

Ich lieb es nicht, das blut’ge Waffenleben,

Mich zu verteid’gen, wär’ genug ein Stock.

O sagt mir an, wozu braucht ihr Soldaten?

Ein jedes Volk liebt Ruh’ und Frieden nur.

Allein aus Herrschsucht und dem Volk zum Schaden

Lasst ihr zertreten, ach, die gold’ne Flur!

Ich bin Soldat, muss Tag und Nacht marschieren,

Statt an der Arbeit muss ich Posten steh’n,

Statt in der Freiheit muss ich salutieren

Und muss den Hochmut frecher Burschen seh’n.

Und geht’s ins Feld, so muss ich Brüder morden,

Von denen keiner mir zuleid was tat,

Dafür als Krüppel trag’ ich Band und Orden,

Und hungernd ruf ich dann: Ich war Soldat!

Ihr Brüder all’, ob Deutsche, ob Franzosen,

Ob Ungarn, Dänen, ob vom Niederland,

Ob grün, ob rot, ob blau, ob weiß die Hosen,

Gebt euch statt Blei zum Gruß die Bruderhand!

Auf, lasst zur Heimat uns zurückmarschieren,

Von den Tyrannen unser Volk befrei’n,

Denn nur Tyrannen müssen Kriege führen,

Soldat der Freiheit will ich gerne sein.